# Centrum (Kielce)

Dzielnice i osiedla Kielc, Centrum ma na mapie nr 26

Centrum (Śródmieście) – centralna część Kielc.
Na początku lat 70. XX wieku, według opracowania poświęconego toponimii Kielc, obszar Śródmieścia ograniczały w przybliżeniu:
- od zachodu – linia kolejowa Warszawa-Kraków,
- od północy – ul. Mostowa, ul. Pocieszka, al. Tysiąclecia Państwa Polskiego[3],
- od wschodu – al. Solidarności, ul. Winnicka[3], ul. Żeromskiego[3],
- od południa – ul. Mała Zgoda[3], ul. Gagarina[3], ul. Krakowska od Gagarina do linii kolejowej.

Współcześnie do Śródmieścia zalicza się też zazwyczaj:
- obszar ograniczony z jednej strony przez ulice Winnicką, Żeromskiego i Wojska Polskiego, a z drugiej strony przez ulice Źródłową i Tarnowską[4][5] (w latach 70. XX wieku[2] uważany za fragment Wielkopola),
- zabudowę północnej strony alei Tysiąclecia Państwa Polskiego[6].

W Śródmieściu jest kilka osiedli mieszkaniowych (m.in. Chęcińskie, Skarpa i niewielkie os. Kościuszki).
Na obszarze Śródmieścia znajdują się:
- Świętokrzyski Urząd Wojewódzki[12];
- Urząd Marszałkowski;
- główny budynek Urzędu Miasta zlokalizowany na Rynku;
- rektorat i część wydziałów Uniwersytetu Jana Kochanowskiego (Collegium Medicum oraz Wydział Pedagogiki i Psychologii);
- Politechnika Świętokrzyska;
- Wyższe Seminarium Duchowne;
- Wyższa Szkoła Umiejętności (jedna z kilku prywatnych szkół wyższych);
- Filharmonia Świętokrzyska im. Oskara Kolberga;
- większość teatrów i zabytków Kielc;
- dziewięć muzeów (w tym Muzeum Narodowe w Kielcach, Muzeum Historii Kielc i Muzeum Zabawek i Zabawy);
- redakcje lokalnych dzienników, stacji telewizyjnych (TVP3 Kielce, Nowa TV Kielce, ITV Kielce) i radiowych (Polskie Radio Kielce, Radio Plus Kielce, Radio eM Kielce);
- Stadion Miejski;
- główny dworzec autobusowy oraz kolejowy w Kielcach;
- park miejski im. Stanisława Staszica;
- Szpital MSWiA, Szpital Kielecki i część obiektów Wojewódzkiego Szpitala Zespolonego.